# Sérgio da Rocha
Sérgio da Rocha (Dobrada, 21. listopada 1959.) brazilski je prelat Katoličke Crkve koji je kardinal od 2016. i nadbiskup São Salvadora da Bahie od 11. ožujka 2020. godine.
Papa Franjo ga je 7. ožujka 2023. imenovao u Vijeće kardinala savjetnika.